# Mundial
Mundial è il quinto album in studio, il decimo in totale, del cantante e rapper portoricano Daddy Yankee, pubblicato nel 2010.

## Tracce
1. El mejor de todos los tiempos (Intro) – 2:50
2. Descontrol – 2:53
3. Vida en la noche – 3:47
4. La señal – 2:54
5. La despedida – 3:23
6. ¿Qué es la que hay? – 3:06
7. Me enteré – 3:07
8. El más duro – 2:56
9. Daría – 3:36
10. Rumba y candela – 3:09
11. Mintiendo con la verdad – 3:11
12. Campeo a mi manera – 3:13
13. Grito mundial – 3:04
14. Viejas andadas – 2:49
15. El ritmo no perdona – 3:04